# Fortalesa d'Abuli
La fortalesa d'Abuli (en georgià: აბულის ციხე) és una estructura megalítica de l'edat de bronze al municipi d'Akahlkalaki, a la regió de Samtskhe-Javakheti, del sud de Geòrgia. Fortalesa ciclòpia construïda amb tècnica de pedra seca, es troba al vessant sud de la muntanya Patara Abuli, a una altitud de 2.670 metres sobre el nivell de la mar, a les muntanyes del Caucas Menor, al sud-est del llac Paravani. La fortalesa està inscrita en la llista dels Monuments Culturals destacats de Geòrgia.

## Arquitectura

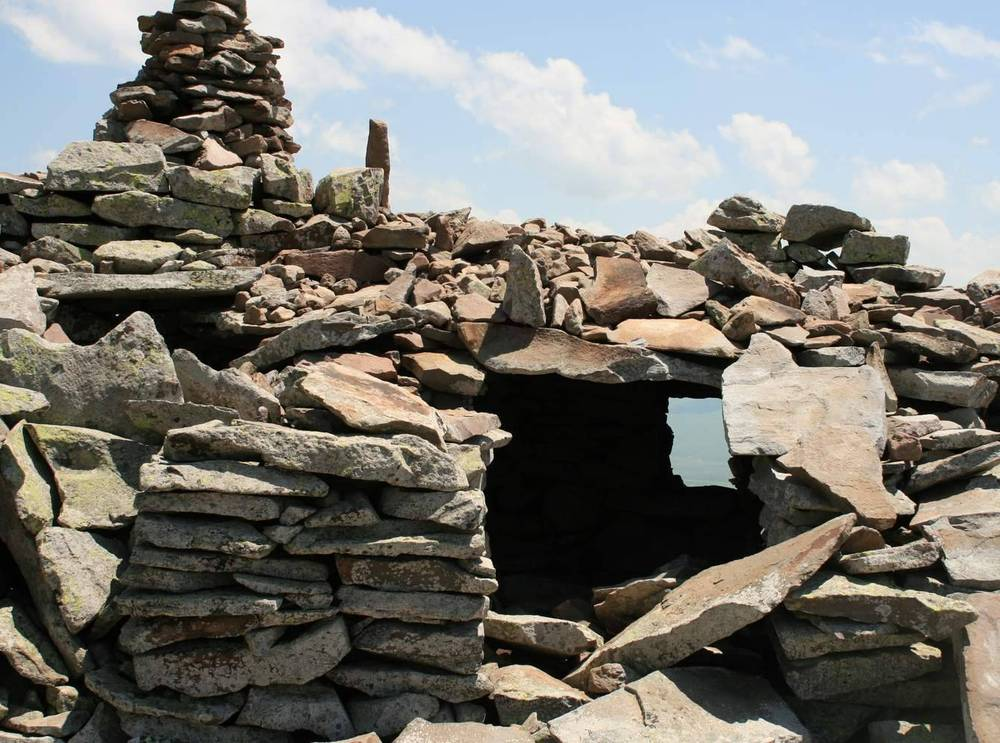
Fortalesa megalítica d'Abuli

La fortalesa d'Abuli, coneguda localment també com Korogli (en darrer terme, del turc Koroglu), comparteix moltes característiques arquitectòniques amb la fortalesa Shaori, un altre important poblat ciclopi estratègicament situat a l'àrea prop del llac Paravani.
La fortalesa d'Abuli és una estructura gran i complexa, construïda amb blocs de 3-5 metres d'alçada en basalt volcànic, sense usar morter. Consta d'una zona fortificada central, que inclou la «ciutadella», amb una superfície de 60 m × 40 metres. A la zona central es pot accedir per dues portes des del sud i l'est. Els habitatges o amagatalls, de diferents dimensions i formes, estan organitzats de vegades en dos o tres nivells, constitueixen l'anomenada «zona residencial» i s'estenen cap a l'est de la «ciutadella».

## Antecedents arqueològics

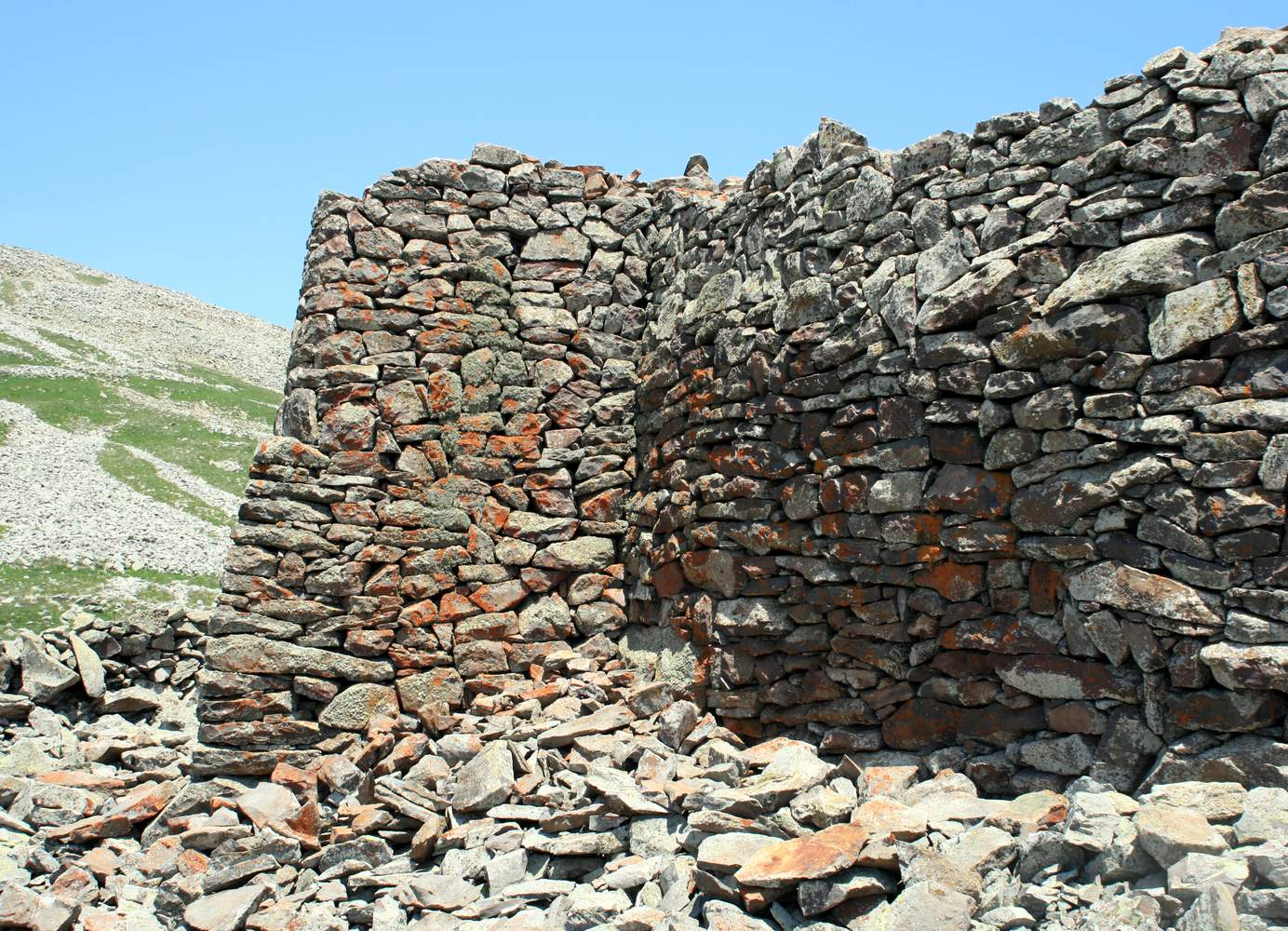
Restes de la fortificació d'Abuli

No s'han realitzat excavacions arqueològiques ni a Abuli ni a Shaori, la qual cosa dificulta la datació precisa o l'assignació a una cultura particular. En general, l'extensió de les fortaleses ciclòpies és un testimoni arqueològic dels canvis socials al Caucas Meridional a l'edat mitjana i final del Bronze, que reflecteixen la diferenciació social i l'aparició d'elits recentment apoderades. Aquests forts es construïen típicament als alts vessants de les muntanyes. La distribució dels assentaments i el material cultural suggereixen que els responsables d'aquests forts de muntanya exercien el control sobre les terres cultivables i els seus recursos, però també poden haver proporcionat funcions econòmiques i defensives per a les seves zones de l'interior.